# Agathodes transiens
Agathodes transiens là một loài bướm đêm trong họ Crambidae.